# 2021-es Formula–1 holland nagydíj
A holland nagydíj volt a 2021-es Formula–1 világbajnokság tizenharmadik futama, amelyet 2021. szeptember 3. és szeptember 5. között rendeztek meg a Circuit Zandvoort versenypályán, Zandvoortban.
Kimi Räikkönen nem vehetett részt a versenyen, miután a versenyhétvége során pozitív lett a koronavírustesztje. Helyét ideiglenesen a harmadik szabadedzéstől kezdve a lengyel Robert Kubica vette át.

## Választható keverékek
| Abroncs              | Friss | Használt |
| -------------------- | ----- | -------- |
| Kemény keverék (C1)  |       |          |
| Közepes keverék (C2) |       |          |
| Lágy keverék (C3)    |       |          |
| Átmeneti esőgumi (I) |       |          |
| Teljes esőgumi (W)   |       |          |

## Szabadedzések

### Első szabadedzés
A holland nagydíj első szabadedzését szeptember 3-án, pénteken délelőtt tartották meg, magyar idő szerint 11:30-tól.
| helyezés | versenyző          | csapat/motor          | elért idő | különbség | futott kör |
| -------- | ------------------ | --------------------- | --------- | --------- | ---------- |
| 1        | Lewis Hamilton     | Mercedes              | 1:11,500  | –         | 17         |
| 2        | Max Verstappen     | Red Bull-Honda        | 1:11,597  | +0,097    | 18         |
| 3        | Carlos Sainz Jr.   | Ferrari               | 1:11,601  | +0,101    | 19         |
| 4        | Charles Leclerc    | Ferrari               | 1:11,623  | +0,123    | 18         |
| 5        | Valtteri Bottas    | Mercedes              | 1:11,738  | +0,238    | 18         |
| 6        | Fernando Alonso    | Alpine-Renault        | 1:12,158  | +0,658    | 18         |
| 7        | Esteban Ocon       | Alpine-Renault        | 1:12,231  | +0,731    | 17         |
| 8        | Antonio Giovinazzi | Alfa Romeo-Ferrari    | 1:12,359  | +0,859    | 18         |
| 9        | Lance Stroll       | Aston Martin-Mercedes | 1:12,431  | +0,931    | 18         |
| 10       | Pierre Gasly       | AlphaTauri-Honda      | 1:12,515  | +1,015    | 19         |
| 11       | Lando Norris       | McLaren-Mercedes      | 1:12,679  | +1,179    | 18         |
| 12       | Nicholas Latifi    | Williams-Mercedes     | 1:12,907  | +1,407    | 16         |
| 13       | Kimi Räikkönen     | Alfa Romeo-Ferrari    | 1:13,053  | +1,553    | 20         |
| 14       | Daniel Ricciardo   | McLaren-Mercedes      | 1:13,081  | +1,581    | 18         |
| 15       | George Russell     | Williams-Mercedes     | 1:13,181  | +1,681    | 15         |
| 16       | Sergio Pérez       | Red Bull-Honda        | 1:13,328  | +1,828    | 18         |
| 17       | Nyikita Mazepin    | Haas-Ferrari          | 1:13,516  | +2,016    | 14         |
| 18       | Mick Schumacher    | Haas-Ferrari          | 1:13,847  | +2,347    | 17         |
| 19       | Sebastian Vettel   | Aston Martin-Mercedes | 1:15,984  | +4,484    | 6          |
| 20       | Cunoda Júki        | AlphaTauri-Honda      |           |           | 3          |

### Második szabadedzés
A holland nagydíj második szabadedzését szeptember 3-án, pénteken délután tartották meg, magyar idő szerint 15:00-tól.
| helyezés | versenyző          | csapat/motor          | elért idő | különbség | futott kör |
| -------- | ------------------ | --------------------- | --------- | --------- | ---------- |
| 1        | Charles Leclerc    | Ferrari               | 1:10,902  | –         | 29         |
| 2        | Carlos Sainz Jr.   | Ferrari               | 1:11,056  | +0,154    | 28         |
| 3        | Esteban Ocon       | Alpine-Renault        | 1:11,074  | +0,172    | 33         |
| 4        | Valtteri Bottas    | Mercedes              | 1:11,132  | +0,230    | 33         |
| 5        | Max Verstappen     | Red Bull-Honda        | 1:11,264  | +0,362    | 28         |
| 6        | Fernando Alonso    | Alpine-Renault        | 1:11,280  | +0,378    | 30         |
| 7        | Pierre Gasly       | AlphaTauri-Honda      | 1:11,462  | +0,560    | 29         |
| 8        | Lando Norris       | McLaren-Mercedes      | 1:11,488  | +0,586    | 27         |
| 9        | Antonio Giovinazzi | Alfa Romeo-Ferrari    | 1:11,678  | +0,776    | 30         |
| 10       | Sebastian Vettel   | Aston Martin-Mercedes | 1:11,713  | +0,811    | 24         |
| 11       | Lewis Hamilton     | Mercedes              | 1:11,911  | +1,009    | 3          |
| 12       | Sergio Pérez       | Red Bull-Honda        | 1:11,946  | +1,044    | 27         |
| 13       | Cunoda Júki        | AlphaTauri-Honda      | 1:12,096  | +1,194    | 31         |
| 14       | Lance Stroll       | Aston Martin-Mercedes | 1:12,136  | +1,234    | 29         |
| 15       | Daniel Ricciardo   | McLaren-Mercedes      | 1:12,157  | +1,255    | 25         |
| 16       | Kimi Räikkönen     | Alfa Romeo-Ferrari    | 1:12,206  | +1,304    | 31         |
| 17       | Mick Schumacher    | Haas-Ferrari          | 1:12,607  | +1,705    | 31         |
| 18       | Nicholas Latifi    | Williams-Mercedes     | 1:12,610  | +1,708    | 27         |
| 19       | Nyikita Mazepin    | Haas-Ferrari          | 1:12,835  | +1,933    | 12         |
| 20       | George Russell     | Williams-Mercedes     | 1:12,855  | +1,953    | 30         |

### Harmadik szabadedzés
A holland nagydíj harmadik szabadedzését szeptember 4-én, szombaton délben tartották meg, magyar idő szerint 12:00-tól.
| helyezés | versenyző          | csapat/motor          | elért idő | különbség | futott kör |
| -------- | ------------------ | --------------------- | --------- | --------- | ---------- |
| 1        | Max Verstappen     | Red Bull-Honda        | 1:09,623  | –         | 13         |
| 2        | Valtteri Bottas    | Mercedes              | 1:10,179  | +0,556    | 17         |
| 3        | Lewis Hamilton     | Mercedes              | 1:10,417  | +0,794    | 22         |
| 4        | Sergio Pérez       | Red Bull-Honda        | 1:10,526  | +0,903    | 20         |
| 5        | Fernando Alonso    | Alpine-Renault        | 1:10,670  | +1,047    | 16         |
| 6        | Lando Norris       | McLaren-Mercedes      | 1:10,781  | +1,158    | 19         |
| 7        | Lance Stroll       | Aston Martin-Mercedes | 1:10,842  | +1,219    | 19         |
| 8        | Sebastian Vettel   | Aston Martin-Mercedes | 1:10,872  | +1,249    | 20         |
| 9        | Charles Leclerc    | Ferrari               | 1:10,896  | +1,273    | 20         |
| 10       | Pierre Gasly       | AlphaTauri-Honda      | 1:11,005  | +1,382    | 21         |
| 11       | Daniel Ricciardo   | McLaren-Mercedes      | 1:11,013  | +1,390    | 19         |
| 12       | Nicholas Latifi    | Williams-Mercedes     | 1:11,083  | +1,460    | 19         |
| 13       | Esteban Ocon       | Alpine-Renault        | 1:11,180  | +1,557    | 23         |
| 14       | George Russell     | Williams-Mercedes     | 1:11,274  | +1,651    | 20         |
| 15       | Antonio Giovinazzi | Alfa Romeo-Ferrari    | 1:11,299  | +1,676    | 20         |
| 16       | Carlos Sainz Jr.   | Ferrari               | 1:11,940  | +2,317    | 5          |
| 17       | Cunoda Júki        | AlphaTauri-Honda      | 1:11,980  | +2,357    | 29         |
| 18       | Nyikita Mazepin    | Haas-Ferrari          | 1:12,136  | +2,513    | 23         |
| 19       | Robert Kubica      | Alfa Romeo-Ferrari    | 1:12,162  | +2,539    | 28         |
| 20       | Mick Schumacher    | Haas-Ferrari          | 1:12,366  | +2,743    | 20         |

## Időmérő edzés
A holland nagydíj időmérő edzését szeptember 4-én, szombaton délután tartották meg, magyar idő szerint 15:00-tól.
| helyezés              | rajtszám | versenyző          | csapat/motor          | 1. rész  | 2. rész  | 3. rész  | rajthely   | futott kör |
| --------------------- | -------- | ------------------ | --------------------- | -------- | -------- | -------- | ---------- | ---------- |
| 1                     | 33       | Max Verstappen     | Red Bull-Honda        | 1:10,036 | 1:09,071 | 1:08,885 | 1          | 15         |
| 2                     | 44       | Lewis Hamilton     | Mercedes              | 1:10,114 | 1:09,726 | 1:08,923 | 2          | 17         |
| 3                     | 77       | Valtteri Bottas    | Mercedes              | 1:10,219 | 1:09,769 | 1:09,222 | 3          | 17         |
| 4                     | 10       | Pierre Gasly       | AlphaTauri-Honda      | 1:10,274 | 1:09,541 | 1:09,478 | 4          | 17         |
| 5                     | 16       | Charles Leclerc    | Ferrari               | 1:09,829 | 1:09,437 | 1:09,527 | 5          | 18         |
| 6                     | 55       | Carlos Sainz Jr.   | Ferrari               | 1:10,022 | 1:09,870 | 1:09,537 | 6          | 19         |
| 7                     | 99       | Antonio Giovinazzi | Alfa Romeo-Ferrari    | 1:10,050 | 1:10,033 | 1:09,590 | 7          | 17         |
| 8                     | 31       | Esteban Ocon       | Alpine-Renault        | 1:10,179 | 1:09,919 | 1:09,933 | 8          | 17         |
| 9                     | 14       | Fernando Alonso    | Alpine-Renault        | 1:10,435 | 1:10,020 | 1:09,956 | 9          | 13         |
| 10                    | 3        | Daniel Ricciardo   | McLaren-Mercedes      | 1:10,255 | 1:09,865 | 1:10,166 | 10         | 17         |
| 11                    | 63       | George Russell     | Williams-Mercedes     | 1:10,382 | 1:10,332 |          | 11         | 13         |
| 12                    | 18       | Lance Stroll       | Aston Martin-Mercedes | 1:10,438 | 1:10,367 |          | 12         | 13         |
| 13                    | 4        | Lando Norris       | McLaren-Mercedes      | 1:10,489 | 1:10,406 |          | 13         | 13         |
| 14                    | 6        | Nicholas Latifi    | Williams-Mercedes     | 1:10,093 | 1:11,161 |          | Boxutca[a] | 16         |
| 15                    | 22       | Cunoda Júki        | AlphaTauri-Honda      | 1:10,462 | 1:11,314 |          | 14         | 15         |
| 16                    | 11       | Sergio Pérez       | Red Bull-Honda        | 1:10,530 |          |          | Boxutca[b] | 9          |
| 17                    | 5        | Sebastian Vettel   | Aston Martin-Mercedes | 1:10,731 |          |          | 15         | 7          |
| 18                    | 88       | Robert Kubica      | Alfa Romeo-Ferrari    | 1:11,301 |          |          | 16         | 9          |
| 19                    | 47       | Mick Schumacher    | Haas-Ferrari          | 1:11,387 |          |          | 17         | 11         |
| 20                    | 9        | Nyikita Mazepin    | Haas-Ferrari          | 1:11,875 |          |          | 18         | 10         |
| 107%-os idő: 1:14,717 |          |                    |                       |          |          |          |            |            |

Megjegyzések:
- ↑ a:  Nicholas Latifi váltócsere miatt 5 rajthelyes büntetést kapott. Később újabb büntetést kapott, ugyanis első szárny csere miatt a boxutcából kellett megkezdenie a versenyt.[4]
- ↑ b:  Sergio Pérez erőforráscsere miatt a boxutcából kellett megkezdenie a versenyt.[4]

## Futam
A holland nagydíj futama szeptember 5-én, vasárnap rajtolt, magyar idő szerint 15:00-kor.
| helyezés | rajtszám | versenyző          | csapat/motor          | futott kör | idő/kiesés oka | rajthely | pont  |
| -------- | -------- | ------------------ | --------------------- | ---------- | -------------- | -------- | ----- |
| 1        | 33       | Max Verstappen     | Red Bull-Honda        | 72         | 1:30:05,395    | 1        | 25    |
| 2        | 44       | Lewis Hamilton     | Mercedes              | 72         | +20,932        | 2        | 19[c] |
| 3        | 77       | Valtteri Bottas    | Mercedes              | 72         | +56,460        | 3        | 15    |
| 4        | 10       | Pierre Gasly       | AlphaTauri-Honda      | 71         | +1 kör         | 4        | 12    |
| 5        | 16       | Charles Leclerc    | Ferrari               | 71         | +1 kör         | 5        | 10    |
| 6        | 14       | Fernando Alonso    | Alpine-Renault        | 71         | +1 kör         | 9        | 8     |
| 7        | 55       | Carlos Sainz Jr.   | Ferrari               | 71         | +1 kör         | 6        | 6     |
| 8        | 11       | Sergio Pérez       | Red Bull-Honda        | 71         | +1 kör         | Boxutca  | 4     |
| 9        | 31       | Esteban Ocon       | Alpine-Renault        | 71         | +1 kör         | 8        | 2     |
| 10       | 4        | Lando Norris       | McLaren-Mercedes      | 71         | +1 kör         | 13       | 1     |
| 11       | 3        | Daniel Ricciardo   | McLaren-Mercedes      | 71         | +1 kör         | 10       |       |
| 12       | 18       | Lance Stroll       | Aston Martin-Mercedes | 70         | +2 kör         | 12       |       |
| 13       | 5        | Sebastian Vettel   | Aston Martin-Mercedes | 70         | +2 kör         | 15       |       |
| 14       | 99       | Antonio Giovinazzi | Alfa Romeo-Ferrari    | 70         | +2 kör         | 7        |       |
| 15       | 88       | Robert Kubica      | Alfa Romeo-Ferrari    | 70         | +2 kör         | 16       |       |
| 16       | 6        | Nicholas Latifi    | Williams-Mercedes     | 70         | +2 kör         | Boxutca  |       |
| 17[d]    | 63       | George Russell     | Williams-Mercedes     | 69         | sebességváltó  | 11       |       |
| 18       | 47       | Mick Schumacher    | Haas-Ferrari          | 69         | +3 kör         | 17       |       |
| Ki       | 22       | Cunoda Júki        | AlphaTauri-Honda      | 48         | erőforrás      | 14       |       |
| Ki       | 9        | Nyikita Mazepin    | Haas-Ferrari          | 41         | hidraulika     | 18       |       |

Megjegyzések:
- ↑ c:  Lewis Hamilton a helyezéséért járó pontok mellett a versenyben futott leggyorsabb körért további 1 pontot szerzett.
- ↑ d:  George Russell nem fejezte be a versenyt, de helyezését értékelték, mert a versenytáv több, mint 90%-át teljesítette.

## A világbajnokság állása a verseny után
| H   | Versenyzők       | Pont  | H   | Konstruktőrök         | Pont  |
| --- | ---------------- | ----- | --- | --------------------- | ----- |
| 1.  | Max Verstappen   | 224,5 | 1.  | Mercedes              | 344,5 |
| 2.  | Lewis Hamilton   | 221,5 | 2.  | Red Bull-Honda        | 332,5 |
| 3.  | Valtteri Bottas  | 123   | 3.  | Ferrari               | 181,5 |
| 4.  | Lando Norris     | 114   | 4.  | McLaren-Mercedes      | 170   |
| 5.  | Sergio Pérez     | 108   | 5.  | Alpine-Renault        | 90    |
| 6.  | Charles Leclerc  | 92    | 6.  | AlphaTauri-Honda      | 84    |
| 7.  | Carlos Sainz Jr. | 89,5  | 7.  | Aston Martin-Mercedes | 53    |
| 8.  | Pierre Gasly     | 66    | 8.  | Williams-Mercedes     | 20    |
| 9.  | Daniel Ricciardo | 56    | 9.  | Alfa Romeo-Ferrari    | 3     |
| 10. | Fernando Alonso  | 46    | 10. | Haas-Ferrari          | 0     |

(A teljes táblázat)

## Statisztikák
- Vezető helyen:
  - Max Verstappen: 65 kör (1-21 és 30-72)
  - Valtteri Bottas: 7 kör (22-29)
- Max Verstappen 10. pole-pozíciója és 17. győzelme.
- Lewis Hamilton 58. versenyben futott leggyorsabb köre.
- Max Verstappen 52., Lewis Hamilton 175., és Valtteri Bottas 64. dobogós helyezése.